# Villeneuve-sur-Aisne
Villeneuve-sur-Aisne ist eine französische Gemeinde mit 2.788 Einwohnern (Stand: 1. Januar 2022) im Département Aisne in der Region Hauts-de-France. Sie gehört zum  Arrondissement Laon und zum Kanton Villeneuve-sur-Aisne.

## Geographie
Die Gemeinde Villeneuve-sur-Aisne liegt am Nordostrand des Höhenzuges Chemin des Dames rund 30 Kilometer südöstlich von Laon. Hauptsächlich an der südlichen Gemeindegrenze verläuft der Fluss Aisne mit dem parallel verlaufenden Aisne-Seitenkanal, am Westrand der Gemeinde verläuft die Autoroute A 26. Nachbargemeinden von Villeneuve-sur-Aisne sind Prouvais im Norden, Proviseux-et-Plesnoy im Nordosten, Neufchâtel-sur-Aisne im Osten, Pignicourt im Südosten, Variscourt im Süden, Condé-sur-Suippe im Südwesten, Juvincourt-et-Damary im Westen sowie Amifontaine im Nordwesten.

## Geschichte
Die Gemeinde Villeneuve-sur-Aisne entstand als Commune nouvelle mit Wirkung vom 1. Januar 2019 durch die Zusammenlegung der bisherigen Gemeinden Guignicourt und Menneville, die in der neuen Gemeinde den Status einer Commune déléguée haben. Die Mairie befindet sich im Ort Guignicourt.

## Bevölkerungsentwicklung
| Jahr                                                                  | 1962 | 1968 | 1975 | 1982 | 1990 | 1999 | 2006 | 2022 |
| --------------------------------------------------------------------- | ---- | ---- | ---- | ---- | ---- | ---- | ---- | ---- |
| Einwohner                                                             | 1530 | 1620 | 2152 | 2235 | 2260 | 2478 | 2524 | 2788 |
| Quellen: Cassini und INSEE (bis 2006 Addition der Vorgängergemeinden) |      |      |      |      |      |      |      |      |

## Sehenswürdigkeiten
- Kirche Saint-Pierre im Ortsteil Guignicourt
- Kirche Saint-Jean-Baptiste im Ortsteil Menneville

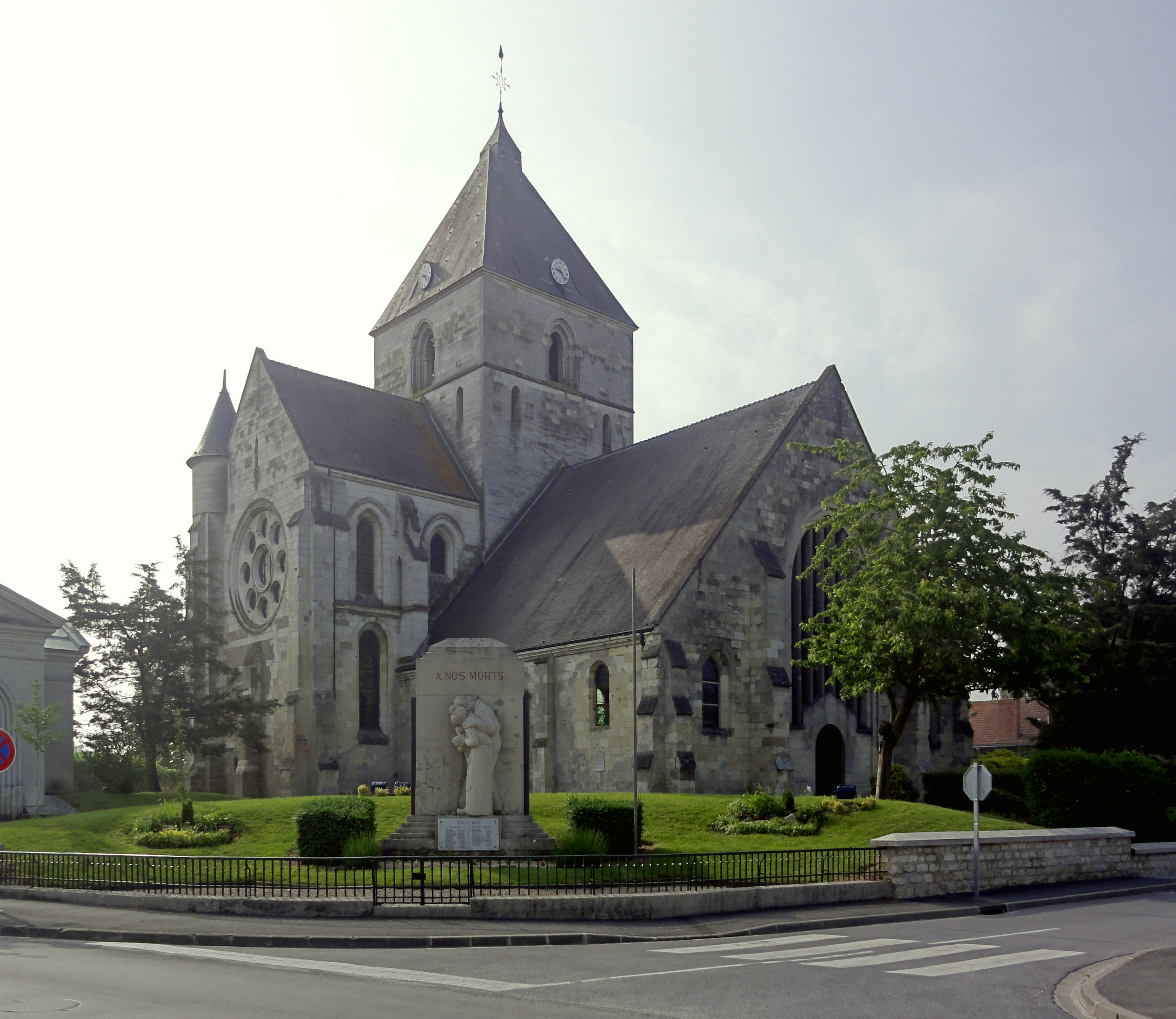
Kirche Saint-Pierre
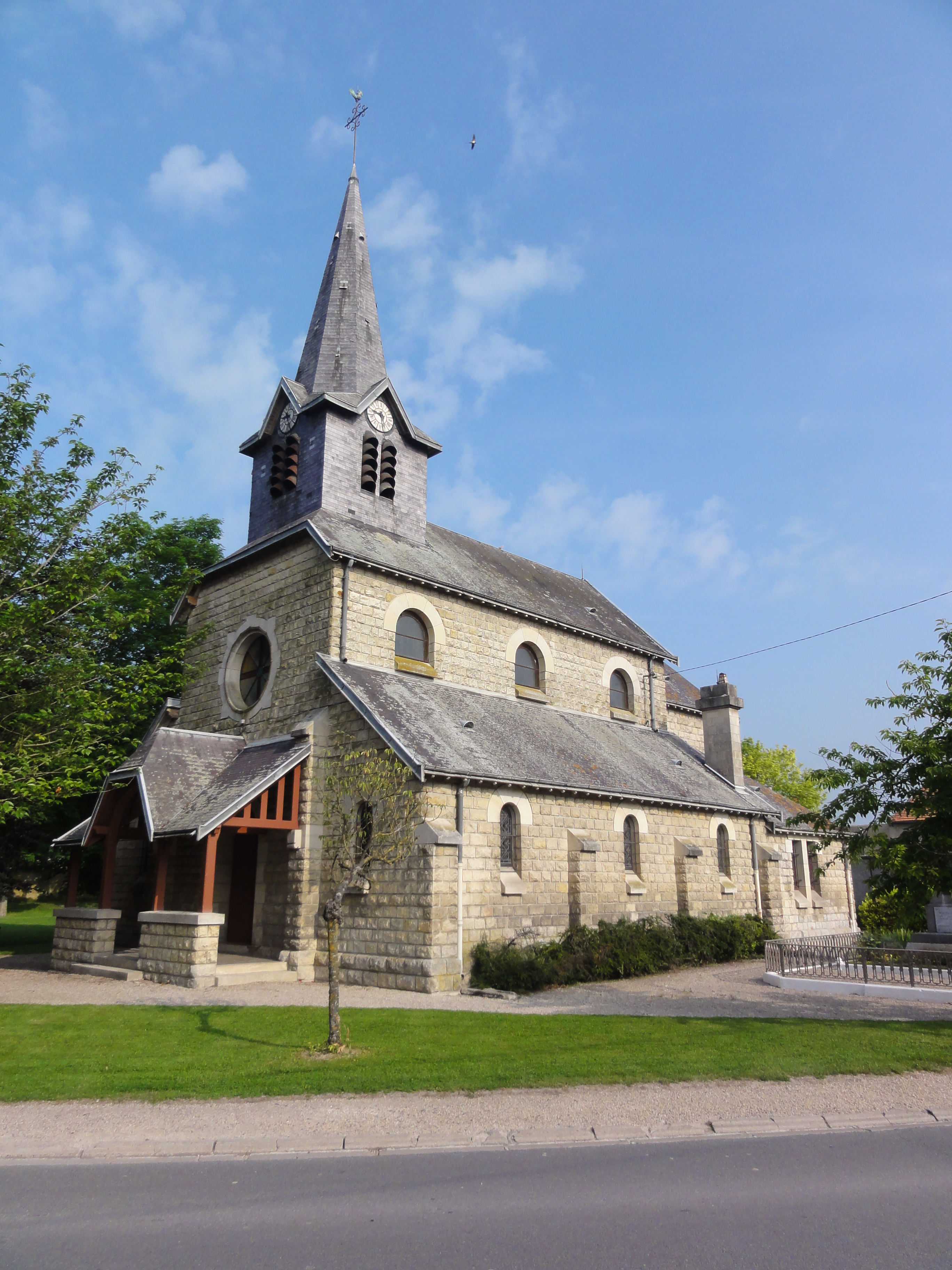
Kirche Saint-Jean-Baptiste
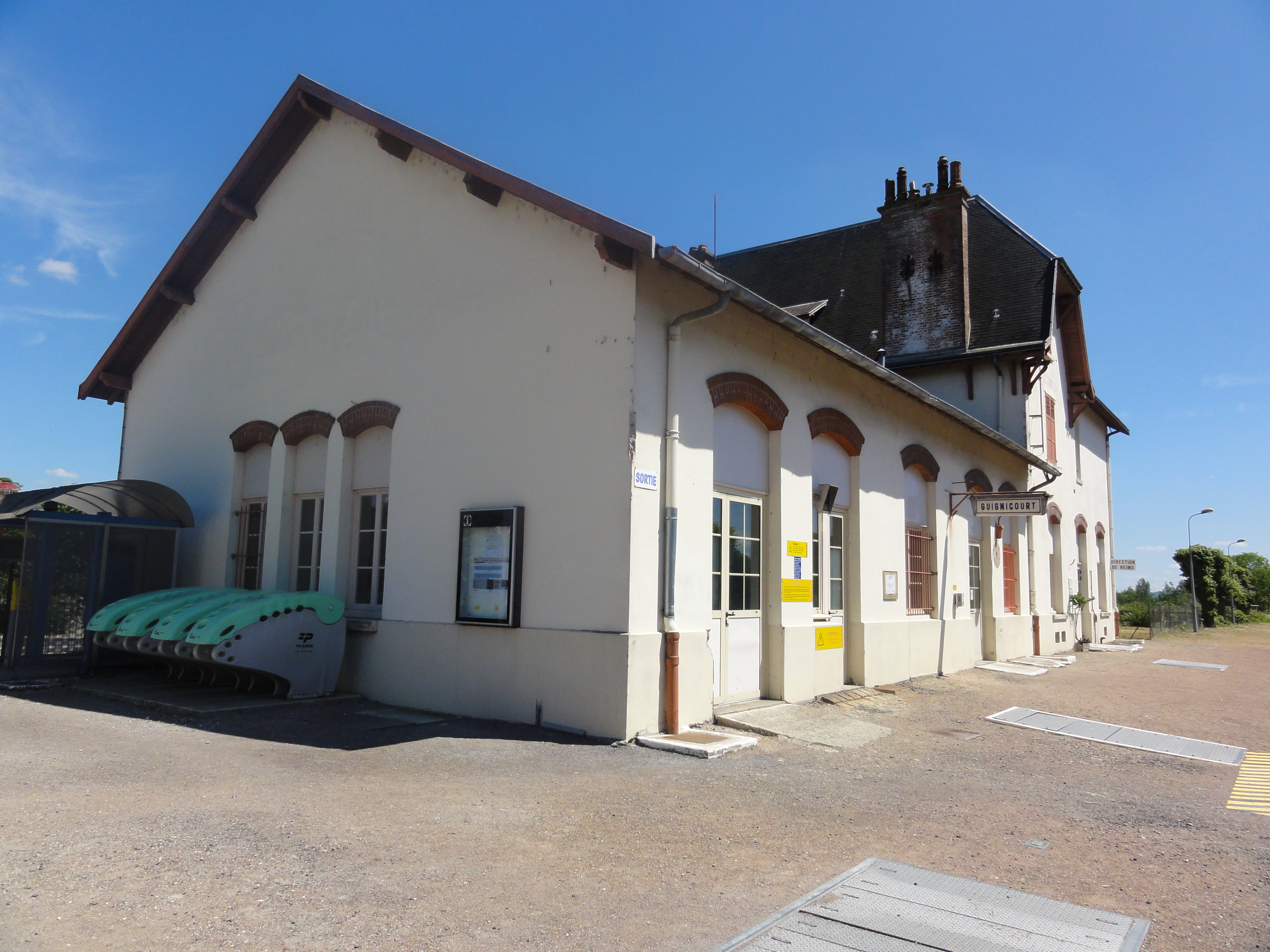
Bahnhof
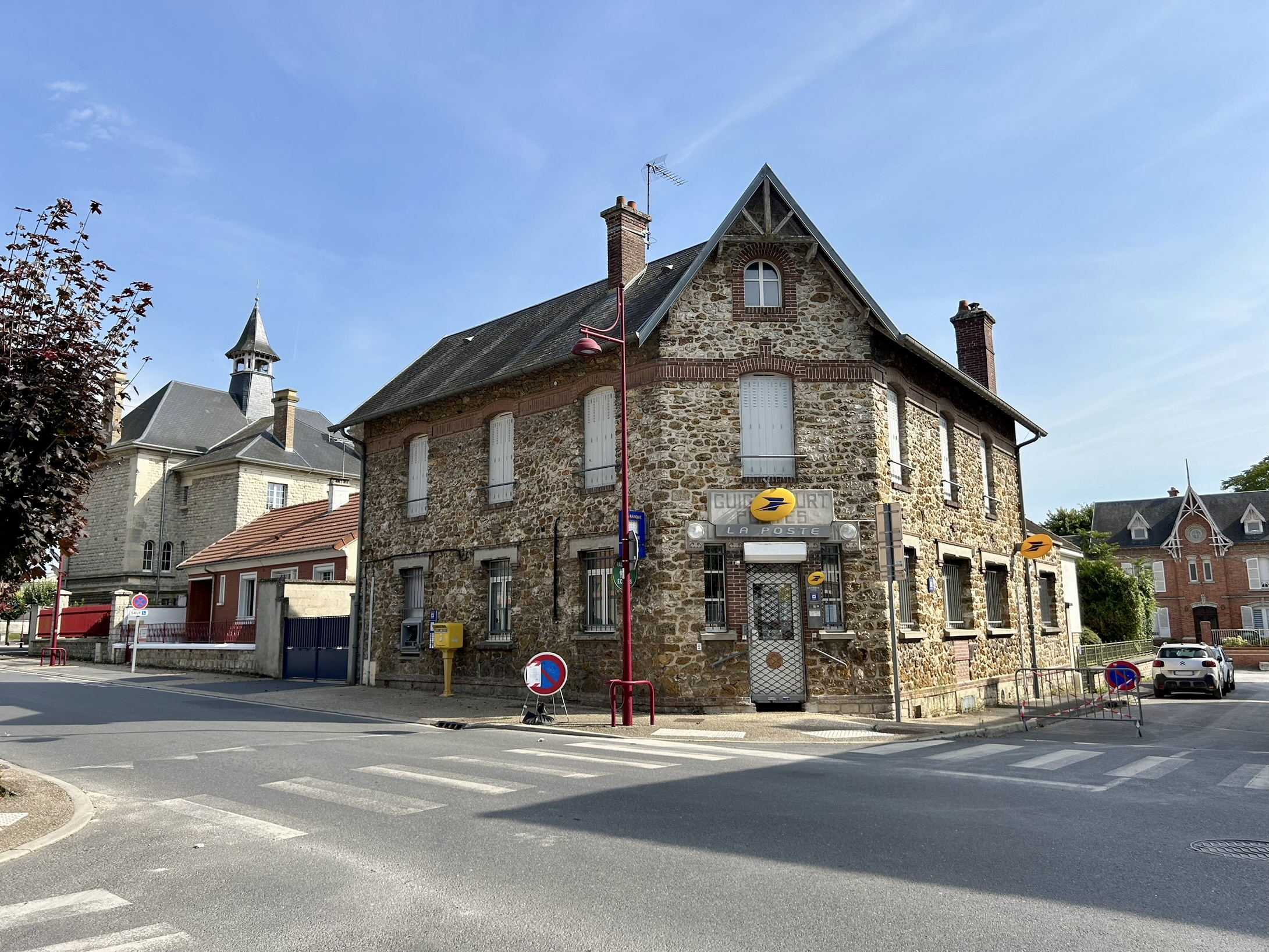
Postamt
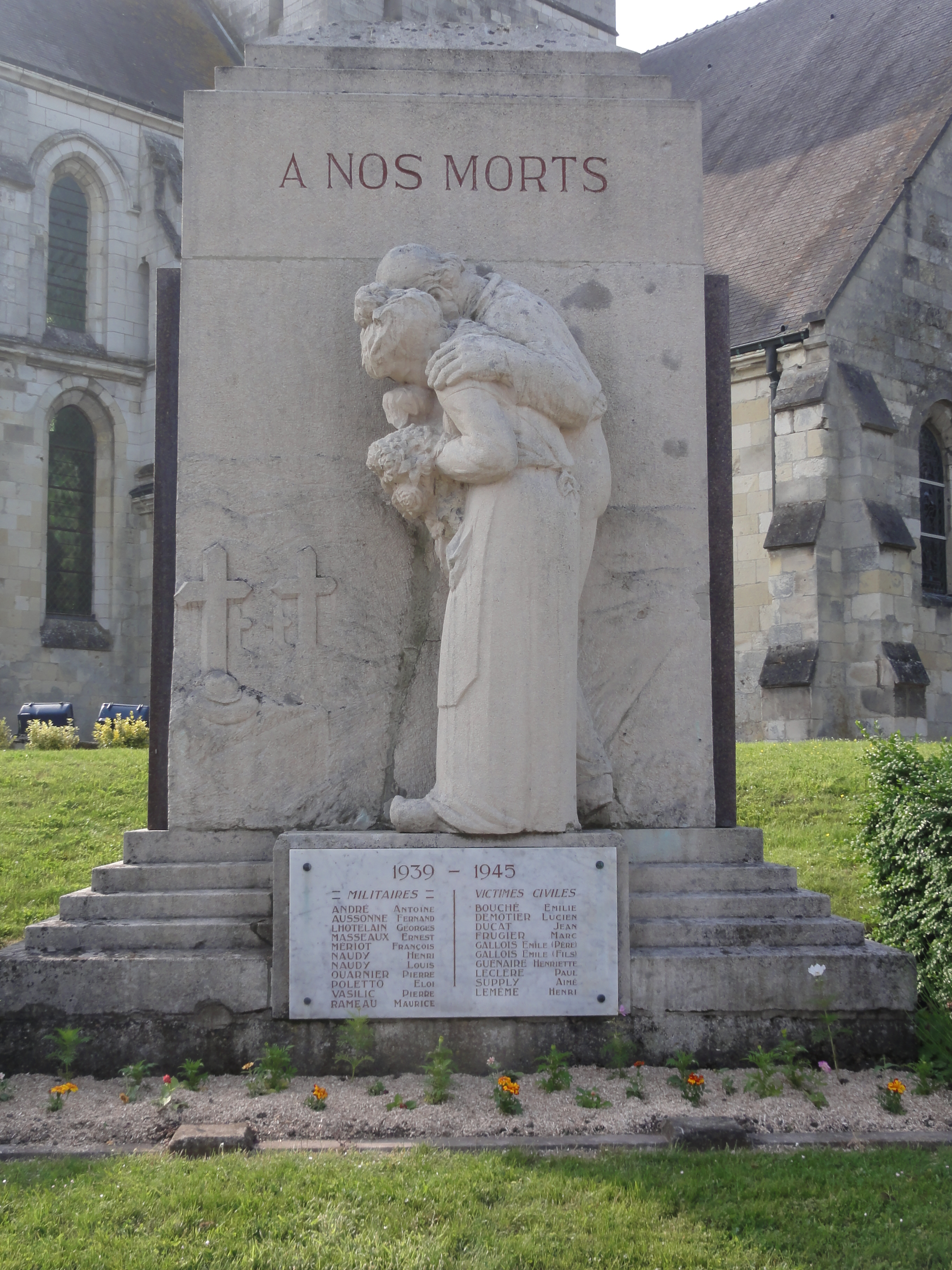
Gefallenendenkmal in Guignicourt
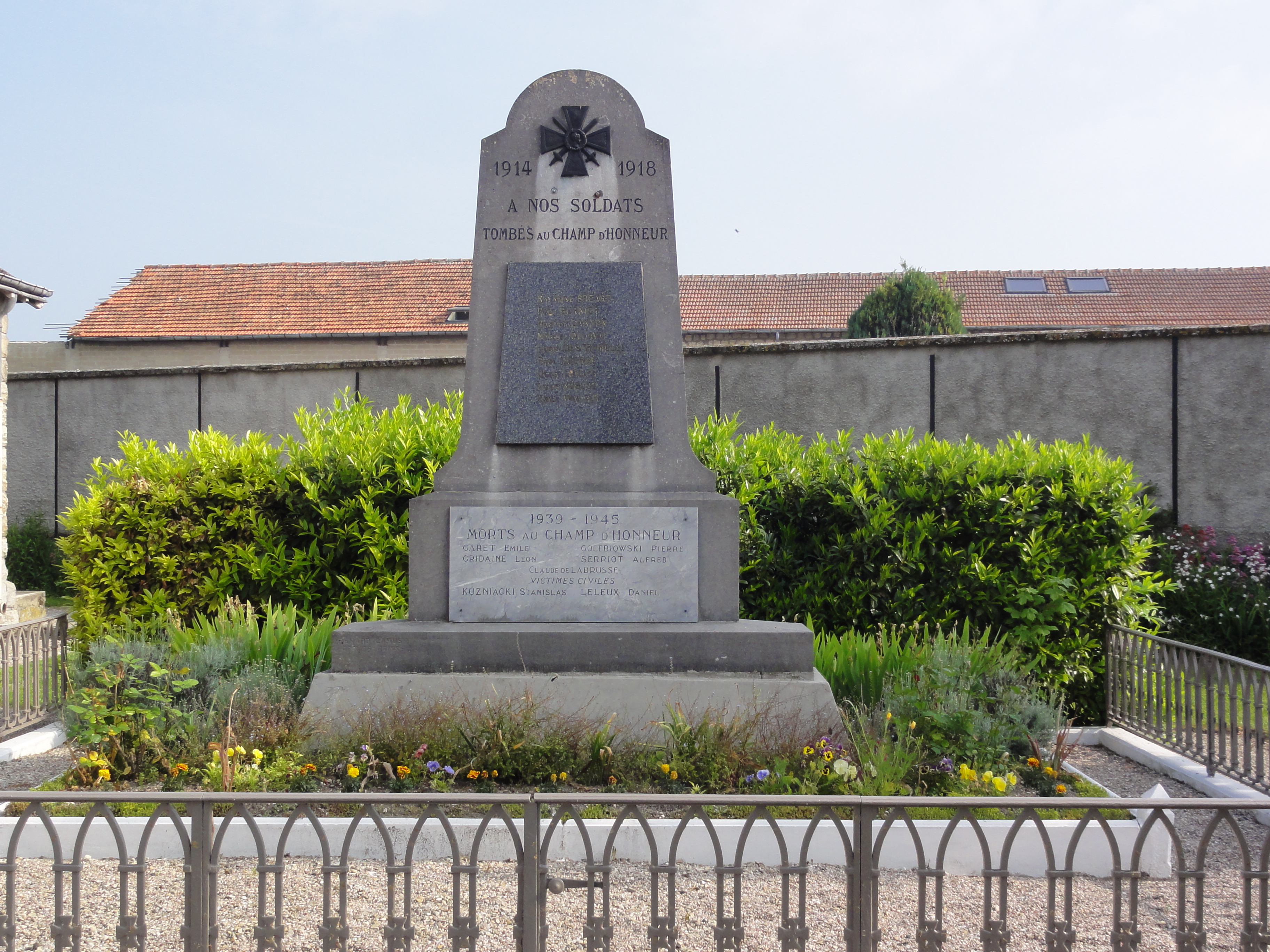
Gefallenendenkmal in Menneville

## Gemeindepartnerschaft
Seit dem 1. Januar 2019 besteht eine Gemeindepartnerschaft mit Illerrieden im baden-württembergischen Alb-Donau-Kreis.

## Belege
1. ↑  Erlass der Präfektur No. DCL/BLI/2018/39 über die Bildung der Commune nouvelle Villeneuve-sur-Aisne vom 29. November 2018.
2. ↑  Partnergemeinde der Gemeinde Illerrieden. Abgerufen am 26. Juni 2024 (deutsch).